# كيي كانيكو
كيي كانيكو (باليابانية: 金子 恵) (16 ديسمبر 1983 في غونما في اليابان – )؛ هو لاعب كرة قدم سابق كان يلعب كلاعب وسط.